# Desmos dinhensis
Desmos dinhensis är en kirimojaväxtart som först beskrevs av Achille Eugène Finet och François Gagnepain, och fick sitt nu gällande namn av Elmer Drew Merrill. Desmos dinhensis ingår i släktet Desmos och familjen kirimojaväxter. Inga underarter finns listade i Catalogue of Life.